# Michał Wójcicki
Michał Franciszek Wójcicki (ur. 16 września 1892, zm. 21 sierpnia 1968) – inżynier rolnik, wykładowca Uniwersytetu Jagiellońskiego. Specjalista w zakresie konstrukcji, eksploatacji i ekonomiki maszyn rolniczych.

## Życiorys
Syn Jana. Ukończył studia na Wydziale Rolniczo-Leśnym Politechniki Lwowskiej. Był instruktorem rolniczym podczas plebiscytu na Górnym Śląsku. Pracownik Katedry Mechaniki Rolniczej Politechniki Lwowskiej, od 1925 pracował w Katedrze Maszynoznawstwa Rolniczego na Wydziale Rolniczym UJ. Po doktoracie (1927) i habilitacji (1937) odbył studia uzupełniające na Akademii Górniczej i uzyskał tytuł inżyniera metalurga. W latach 1938−1939 kierownik Katedry Maszynoznawstwa Rolniczego na Wydziale Rolniczym UJ. Aktywny w tajnym nauczaniu na UJ (1942–1945).
Po zakończeniu wojny aktywny wykładowca UJ (Katedra Maszynoznawstwa Rolniczego), Po przekształceniu Wydziału Rolniczego UJ w Wyższą Szkołę Rolniczą został pierwszym dziekanem tego Wydziału. Później był prorektorem WSR.
Pochowany na cmentarzu Salwatorskim w Krakowie (sektor SC7-10-3).

## Główne publikacje
- Łyżeczkowy aparat wysiewny (1938)
- Żniwiarka (1949)
- Orka ciągnikowa (1949)
- Maszyny i narzędzia rolnicze (1951)

## Ordery i odznaczenia
- Złoty Krzyż Zasługi (28 września 1954)[2]
- Medal 10-lecia Polski Ludowej (15 stycznia 1955)[4]

## Upamiętnienie
Jego imieniem nazwano ulicę w Krakowie w Balicach, boczną od ul. Balickiej. Patron Collegium Wójcickiego - gmachu Wydziału Inżynierii Produkcji i Energetyki (dawniej Wydziału Techniki i Energetyki) Uniwersytetu Rolniczego.